# Droga wojewódzka 488
Die Droga wojewódzka 488 (DW 488) ist eine 16 Kilometer lange Droga wojewódzka (Woiwodschaftsstraße) in der polnischen Woiwodschaft Łódź, die die an der Droga krajowa 74 gelegenen Orte Dąbrowa und Jodłowiec verbindet. Die Strecke liegt im Powiat Wieluński.